# Route nationale 631
Die Route nationale 631, kurz N 631 oder RN 631, war eine französische Nationalstraße, die von 1933 bis 1973 zwischen Saint-Sulpice-la-Pointe und Réalmont verlief. Ihre Länge betrug 44,5 Kilometer.